# Esgrima nos Jogos Pan-Americanos de 1999
As competições de esgrima nos Jogos Pan-Americanos de 1999 foram realizadas em Winnipeg, Canadá. Esta foi a décima terceira edição do esporte nos Jogos Pan-Americanos.

## Masculino
| Evento                       | Ouro                                                                | Prata                                                                            | Bronze                                                                               |        |        |        |
| Espada                       | Espada                                                              | Espada                                                                           | Espada                                                                               | Espada | Espada | Espada |
| ---------------------------- | ------------------------------------------------------------------- | -------------------------------------------------------------------------------- | ------------------------------------------------------------------------------------ | ------ | ------ | ------ |
| Espada individual detalhes   | Carlos Pedroso (CUB)                                                | Jonathan Peña (PUR)                                                              | Laurie Shong (CAN) Arturo Simont] (MEX)                                              |        |        |        |
| Espada por equipes detalhes  | Cuba · Camilo Boris · Iván Trevejo · Nelson Loyola · Carlos Pedroso | Chile · Luciano Inostroza · Javier Gutiérrez · Sergio Penzo · Paris Inostroza    | Colômbia · Saúl Vasco · William González · Mauricio Rivas · Juan Miguel Paz          |        |        |        |
| Florete                      |                                                                     |                                                                                  |                                                                                      |        |        |        |
| Florete individual detalhes  | Rolando Tucker (CUB)                                                | Elvis Gregory (CUB)                                                              | Zaddick Longenbach (USA) Carlos Rodríguez] (VEN)                                     |        |        |        |
| Florete por equipes detalhes | Cuba · Rolando Tucker · Elvis Gregory · Raúl Perojo · Oscar García  | Estados Unidos · Clifford Bayer · Zaddick Longenbach · Dan Kellner · David Lidow | Venezuela · Enrique da Silva · Carlos Pineda · Carlos Rodríguez · Rafael Suárez      |        |        |        |
| Sabre                        |                                                                     |                                                                                  |                                                                                      |        |        |        |
| Sabre individual detalhes    | Cándido Maya (CUB)                                                  | Akhnaten Spencer-El (USA)                                                        | Michel Boulos (CAN) Arístides Faure] (CUB)                                           |        |        |        |
| Sabre por equipes detalhes   | Canadá · Michel Boulos · Evens Gravel · Marc-Olivier Hassoun        | Cuba · Abel Caballero · Cándido Maya · Arístides Faure · Elvis Gregory           | Estados Unidos · Terrence Lasker · Herby Raynaud · Keeth Smart · Akhnaten Spencer-El |        |        |        |

### Feminino
| Evento                       | Ouro                                                                    | Prata                                                             | Bronze                                                                          |        |        |        |
| Espada                       | Espada                                                                  | Espada                                                            | Espada                                                                          | Espada | Espada | Espada |
| ---------------------------- | ----------------------------------------------------------------------- | ----------------------------------------------------------------- | ------------------------------------------------------------------------------- | ------ | ------ | ------ |
| Espada individual detalhes   | Mirayda García (CUB)                                                    | Tamara Esteri (CUB)                                               | Elida Agüero (ARG) Nhi Lan Le] (USA)                                            |        |        |        |
| Espada por equipes detalhes  | Cuba · Eimey Gómez · Zuleydis Ortíz · Tamara Esteri · Mirayda García    | Canadá · Heather Landymore · Monique Kavelaars · Sherraine Schalm | Estados Unidos · Stephanie Eim · Nhi Lan Le · Julie Smith · Sarah Orman         |        |        |        |
| Florete                      |                                                                         |                                                                   |                                                                                 |        |        |        |
| Florete individual detalhes  | Migsey Dusú (CUB)                                                       | Cecilia Esteva (MEX)                                              | Julie Mahoney (CAN) Adlim Benítez] (CUB)                                        |        |        |        |
| Florete por equipes detalhes | Cuba · Adlim Benítez · Migsey Dusú · Odalys Gorguet · Lizmaite Trujillo | Venezuela · Johana Fuenmayor · Mariana González · Sandra Torres   | Estados Unidos · Stephanie Eim · Susan Jennings · Julie Smith · Iris Zimmermann |        |        |        |

## Quadro de medalhas
| Ordem | País               | Medalha de ouro | Medalha de prata | Medalha de bronze |    |
| ----- | ------------------ | --------------- | ---------------- | ----------------- | -- |
| 1     | CUB Cuba           | 9               | 3                | 2                 | 14 |
| 2     | CAN Canadá         | 1               | 1                | 3                 | 5  |
| 3     | USA Estados Unidos |                 | 2                | 5                 | 7  |
| 4     | VEN Venezuela      |                 | 1                | 2                 | 3  |
| 5     | MEX México         |                 | 1                | 1                 | 2  |
| 6     | CHI Chile          |                 | 1                |                   | 1  |
|       | PUR Porto Rico     |                 | 1                |                   | 1  |
| 8     | ARG Argentina      |                 |                  | 1                 | 1  |
|       | COL Colômbia       |                 |                  | 1                 | 1  |
| TOTAL | TOTAL              | 10              | 10               | 15                | 35 |

## Ligação externa
- http://www.columbia.edu/cu/pafc/Pan_American_Games_Results.htm - Resultados da Esgrima nos Jogos Pan-Americanos de 1951 e 1999